# Otite externa
Otite externa, também conhecida por ouvido de nadador, é uma inflamação do canal auditivo. Geralmente manifesta-se através de dor no ouvido, inchaço do canal auditivo, dor ao movimentar o ouvido externo e, ocasionalmente, perda de audição. Geralmente não é acompanhada de febre, exceto nos casos mais graves..
A otite externa pode ser aguda (duração inferior a seis semanas) ou crónica (duração superior a três meses). Os casos agudos são geralmente causados por infeções bacterianas, enquanto os casos crónicos são causados por alergias ou doenças autoimunes. Os fatores de risco para os casos agudo incluem a prática de natação, pequenas lesões ao limpar, a utilização de aparelhos auditivos ou tampões para os ouvidos, e outras doenças de pele como a psoríase ou a dermatite. As pessoas com diabetes apresentam um risco acrescido de desenvolver uma forma grave da doença denominada "otite externa maligna". O diagnóstico tem por base os sinais e sintomas da pessoa. Em casos crónicos ou agudos pode ser feita uma cultura microbiológica do canal auditivo.
As gotas otológicas à base de ácido acético podem ser usadas como medida de prevenção. O tratamento de casos agudos é feito geralmente com gotas de antibióticos, como a ofloxacina ou o ácido acético. A par dos antibióticos podem ser usadas gotas de esteroides. Os antibióticos orais não são recomendados a não ser nos casos em que a pessoa tenha o sistema imunitário debilitado ou exista infeção da pele à volta do ouvido. Os sintomas geralmente melhoram ao fim do primeiro dia de tratamento. O tratamento de casos crónicos depende da causa.
A otite externa afeta 1 a 3% das pessoas por ano, sendo mais de 95% dos casos agudos. Cerca de 10% das pessoas são afetadas pela doença em determinado momento da vida. A doença ocorre com maior frequência nas crianças entre os sete e os doze anos de idade e entre os idosos. A frequência entre homens e mulheres é idêntica. As pessoas que vivem em climas quentes e húmidos são afetadas com maior frequência.

## Causas
Geralmente é causada quando bactérias penetram uma lesão na pele do ouvido. A lesão cutânea pode ser causada por coçar o ouvido ou introduzir objetos como cotonetes e palitos ou por doenças crônicas como dermatite atópica, dermatite seborreica ou psoríase.
A maioria dos casos é causada pelas bactérias Pseudomonas aeruginosa ou Staphylococcus aureus. Pode ser causada pelos fungos Candida albicans e Aspergillus sp.

## Sinais e sintomas
A dor no ouvido (otalgia) é a queixa predominante e o único sintoma diretamente relacionado à gravidade da otite externa aguda. Ao contrário de outras formas de infecções no ouvido, a dor da otite externa aguda é agravada quando o ouvido externo é tocado ou puxado suavemente. Empurrar o trago, a porção da orelha que se projeta em frente à abertura do canal auditivo, também costuma causar dor nessa condição,  e é útil para o diagnóstico de otite externa no exame físico. Pode sair líquido pelo canal auditivo (otorreia) e coçar (prurito). Quando há inchaço e otorreia suficientes no canal auditivo para bloquear a abertura, a otite externa pode causar perda auditiva condutiva temporária.

## Diagnóstico
A inflamação do ouvido externo pode ser visível e mover a orelha é doloroso. É importante diferenciá-la da otite media que pode ser indolor ao toque e também causa sensação de ouvido tampado. A inflamação pode ser difícil de ver com o otoscópio se o canal está estreito, doloroso, com cerume ou exsudato. Alguns linfonodos podem estar inflamados.

## Tratamento
A maioria das otites melhoram mesmo sem tratamento em dois ou três dias, por isso os médicos podem esperar antes de prescrever antibióticos desnecessários, exceto em crianças menores de um ano ou imunocomprometidos que exigem tratamento imediato. O tratamento do canal auditivo pode ser feito com ácido acético e sulfato de alumínio (solução de Burow) para matar bactérias ou fungos. Essa opção é muito boa na prevenção de otite em nadadores, porém quando a pele do canal auditivo está inflamada pela otite externa aguda, o uso de ácido acético diluído pode ser doloroso.
O tratamento é geralmente feito com gotas de antibiótico eficaz contra pseudomonas, como ciprofloxacino, e um esteroide, como hidrocortisona para reduzir a inflamação, dor e coceira. Os otorrinolaringologistas podem fazer uma lavagem antes da aplicação da medicação para certificar-se que a cera não vai impedir o acesso da medicação. A otite melhora mais rápido com lavagem e antibióticos.

## Complicações
A otite externa normalmente responde bem ao tratamento, mas podem ocorrer complicações se não for tratada. Indivíduos com diabetes, distúrbios do sistema imunológico ou histórico de radioterapia na base do crânio têm maior probabilidade de desenvolver complicações, incluindo otite externa maligna(necrotizante) com invasão e destruição dos ossos (osteomielite), lesão do nervo estato-acústico e paralisia do nervo facial.